# ジュゼッペ・ドッセーナ
ジュゼッペ・ドッセーナ（Giuseppe Dossena, 1958年5月2日 - ）は、イタリア出身の元同国代表の元サッカー選手（MF）、サッカー指導者。1981年4月19日に東ドイツとの対戦で代表デビューを飾る。翌年のワールドカップスペイン大会のメンバー入り、優勝を果たすも、出場機会は与えられなかった。1987年6月10日のアルゼンチン戦まで代表に名を連ねた。

## 選手経歴
- 1976-1977  トリノFC
- 1977-1978  ACピストイエーゼ
- 1978-1979  ACチェゼーナ
- 1979-1981  ボローニャFC
- 1981-1987  トリノFC
- 1987-1988  ウディネーゼ・カルチョ
- 1989-1991  UCサンプドリア
- 1991-1992  ペルージャ・カルチョ

## 代表歴
- イタリア代表　1981-1987
  - 代表通算：38試合出場 1得点
  - 1982年FIFAワールドカップ優勝

## 指導者歴
- 1998  USトリエスティーナ アシスタントコーチ
- 1998-2000  ガーナ代表 監督
- 2000-2001  アル・イテハド 監督
- 2002  パラグアイ代表 アシスタントコーチ
- 2002  アルバニア代表 監督
- 2002-2003  アル・イテハド・トリポリ 監督
- 2003-2004  ASシスコ・ロディジアーニ 監督
- 2010-2012  セントジョージFC 監督

## タイトル
サンプドリア
- セリエA : 1990-91
- コッパ・イタリア : 1988-89
- UEFAカップウィナーズカップ : 1989-90
- スーペルコッパ・イタリアーナ : 1991

イタリア代表
- ワールドカップ : 1982